# Aithorape roseicornis
Aithorape roseicornis is een vlinder uit de familie van de Megalopygidae. De wetenschappelijke naam van de soort is voor het eerst geldig gepubliceerd in 1899 door Dognin.